# Давлатманд Холов
Давлатманд Холов (26 жовтня 1950 , Dog'istond, Шуроабадська нохія  — 18 лютого 2024 , Душанбе ) — таджицький співак і композитор. Народний артист Таджицької РСР (1988), Народний артист Узбекистану (2018), лауреат Державної премії Таджикистану Абуабдулло Рудакі (2012).

## Біографія
Випускник Таджицького державного інституту мистецтв імені М. Турсунзаде (1978). Працював у відділі культури міста Куляб (1968—1973), Кулябському музично-драматичному театрі (1978—2003). Із 2003 року — керівник Державного ансамблю «Фалак» Комітету телебачення і радіомовлення при Уряді Таджикистану.
18 лютого 2024 року помер у місті Душанбе

## Нагороди
- ордени «Дусті» і «Шараф»[2].
- Народний артист Таджицької РСР (1988).
- Народний артист Узбекистану (29 Серпня 2018) — за великий внесок у зміцнення багатовікових відносин дружби і добросусідства між братніми народами Узбекистану та Таджикистану, активну і плідну діяльність з розширення культурно-гуманітарних зв'язків, дбайливого збереження і примноження спільної історичної спадщини, духовних цінностей і традицій, заслуги в розвитку взаємовигідного торговельно-економічного співробітництва, всебічного стратегічного партнерства наших країн[3].